# Głowa starej wieśniaczki
Głowa starej wieśniaczki (niderl. Hoofd van een boerin) – obraz olejny niderlandzkiego malarza Pietera Bruegla.

## Charakterystyka
Jest to jedyny portret bezspornie przypisywany Brueglowi. Malarz nie wykonywał portretów na zamówienie. Jego twórczość opierała się na obserwacji sił natury i powiązanego z nią życia prostych ludzi. Malowanie scen dydaktycznych było dla niego celem pierwszorzędnym; unikał przedstawiania ludzi w sposób zindywidualizowany, wręcz starając się ukryć twarze. Przykładem tego jest np. grafika Lato (1568) czy obraz Złodziej gniazd. Głowa wieśniaczki pokazuje, iż posiadał talent do portretowania i potrafił ukazać zindywidualizowane rysy kobiety.